# Боривоје Недић
Боривоје Недић (Београд, 28. август 1900 – Београд, 27. јули 1987) био је преводилац са енглеског језика на српски, књижевни критичар и есејиста. Син познатог књижевног критичара Љубомира Недића.

## Биографија
Основну школу и гимназију учио је у Београду. Школовање је, у току Првог светског рата, као један од избеглих српских ђака, наставио у Енглеској, матурирао на Оксфорду 1918, а дипломирао на универзитету у Кардифу 1922. По повратку у земљу образовање је наставио на Београдском универзитету. Постављен је за суплента у Скопљу 1923, где је био један од покретача и уредника часописа „Месечни преглед“ (касније „Јужни преглед“). Професор учитељске школе у Скопљу, Суботици, Бањој Луци, Вршцу и Београду; професор Војне академије у Београду; управник позоришта у Бањој Луци; шеф Одсека за позориште у Министарству просвете у Београду; уредник Издавачког предузећа „Просвета“ у Београду; виши предавач енглеске књижевности на Филолошком факултету у Београду. За преводилачки рад награђен Седмојулском наградом 1950. Саставио неколико антологија („Модерна енглеска приповетка“, 1951; „Модерна америчка приповетка“, 1952) и извршио више избора из дела познатих писаца (О поезији, 1956; Пет зрелих крушака – избор Саројанових приповедака, 1956; есеји Т. Б. Маколија, 1960. и др.).

## Преводилачки рад
Један од оснивача Удружења књижевних преводилаца Србије 1951. године и његов председник 1962—1963, оснивач и вишегодишњи председник Шекспировог друштва у Београду. Прослава 400. годишњице Шекспировог рођења у Београду и Србији 1964. у највећој мери је његово дело. Превео је велик број енглеских и америчких романа, студија и есеја, међу којима су најзначајнија дела Чарлса Дикенса (Цврчак на огњишту, 1946), Хенрија Филдинга (Том Џонс, 1945; Живот господина Џонатана Вајлда Великог, 1956; Џозеф Ендрус, 1963), Френсиса Бејкона (Есеји, 1952), Данијела Дефоа (Мол Фландерс, 1952), Роберта Грејвса (Златно руно, 1957 – са Живојином Симићем), Џорџ Елиот (Сајлас Марнер у часопису „Нови живот“ 1924), Оскара Вајлда (Флорентинске трагедије, у часопису „Јужни преглед“ 1928), Џона Голсвордија (Сребрна кутија, 1940; Орфејева лира у часопису „Јужни преглед“ 1928), Сомерсета Мома (Човек без хумора, 1939), Олдуса Хакслија (Јалово лишће, 1940), Арчибалда Кронина (Цидадела, 1939), Едгара Алана Поа (Убиства у улици Морг, 1966), Марка Твена (Капетан Стормфилд на ономе свету, 1948), Вилијама Џејмса (Прагматизам и есеји о радикалном емпиризму, 1940), Џека Лондона (Чудноват одломак, 1946; Глас дивљине, 1946), Синклера Луиса (Бебит, 1931; Додсворт, 1932), Торнтона Вајлдера (Мартовске иде, 1958)... Посебно је значајан његов рад као преводиоца драмских текстова, а међу њима Шекспирових и Шоових комада. Од Шекспирових дела је превео заједно са Велимиром Живојиновићем Како вам драго (1948), Јулија Цезара (1948), Трагедију Ромеа и Ђулијете (1951), Зимску бајку (1951), Антонија и Клеопатру (1953), а самостално Веселе жене виндзорске (1952) и Краља Хенрија VIII (1963). Од Шоових дела превео је Лекара у недоумици (1923), Пигмалиона (1947), Свету Јовану (1960) и Лица и наличја (1964). Преводио је и комаде Џона Милингтона Синга, Шона О’Кејсија, Џејмса Гоуа и Арноа Д’Исоа. Српско народно позориште у Новом Саду поставило је на сцену четири његова превода: Шоовог Пигмалиона 1952, Шекспировог Јулија Цезара 1964. и Веселе жене виндзорске 1966. и О’Кејсијев комад Плуг и звезде 1968.